# Hoa hậu Du lịch Quốc tế
Hoa hậu Du lịch Quốc tế (tiếng Anh: Miss Tourism International) là cuộc thi sắc đẹp quốc tế thường niên do D'Touch International Sdn. Bhd. Foundation điều hành và tổ chức. Cuộc thi lần đầu tiên là vào năm 1994 tại Langkawi, Malaysia nơi có 23 thí sinh tham dự. Năm 2006, cuộc thi lần đầu diễn ra bên ngoài Malaysia, là tại Quảng Châu, Trung Quốc nơi 60 quốc gia tham dự cuộc thi.
Đương kim Hoa hậu Du lịch Quốc tế hiện tại là Jana Barrido đến từ Philippines. Cô đăng quang vào ngày 13 tháng 12 năm 2024 tại Malaysia.

## Lịch sử
Chung kết Hoa hậu Du lịch Quốc tế thường diễn ra vào đêm giao thừa, vào năm 2011 cuộc thi đã có 60 thí sinh tham dự.
Năm 2015, Bộ Văn hóa đã cấp phép cho Công ty Elite Vietnam thực hiên cuộc thi Hoa hậu Du lịch Quốc tế 2015 tại Việt Nam. Dự kiến ban đầu cuộc thi sẽ diễn ra tại Hạ Long, Quảng Ninh trong 10 ngày vào tháng 11 cùng năm. Thậm chí, chủ tịch cuộc thi và nhân viên cuộc thi cũng như Tổ chức D' Touch International Sdn Bhd Foundation cùng Hoa hậu Du lịch Quốc tế 2014 - Faddya Isabel Halabi Troisi đến từ Venezuela đã đến để khảo sát địa điểm đăng cai cuộc thi vào ngày 4 tháng 6. Tuy nhiên, không rõ nguyên do vì sao mà cuộc thi Hoa hậu Du lịch Quốc tế 2015 đã bị hủy.
Năm 2022, chủ tịch cuộc thi Tan Sri Datuk Danny Ooi đã xác nhận sẽ diễn ra tại Malaysia từ ngày 13 đến 27 tháng 11 năm 2022.

## Danh sách Hoa hậu
Cuộc thi không diễn ra vào các năm 1996, 1997, 2007 và 2015.
| Năm  | Ấn bản | Quốc gia    | Hoa hậu                          | Địa điểm                   | Thời gian         | Thí sinh |
| ---- | ------ | ----------- | -------------------------------- | -------------------------- | ----------------- | -------- |
| 1994 | 1      | Úc          | Michelle Leigh Holmes            | Kuching, Sarawak, Malaysia | 06 tháng 05, 1994 | 23       |
| 1995 | 2      | Hy Lạp      | Maria Pateli                     | Langkawi, Malaysia         | 24 tháng 02, 1995 | 28       |
| 1998 | 3      | Ba Lan      | Roksana Węgiel                   | Selangor, Malaysia         | 30 tháng 03, 1998 | 30       |
| 1999 | 4      | Ba Lan      | Agnieszka Zakreta                | Selangor, Malaysia         | 30 tháng 10, 1999 | 30       |
| 2000 | 5      | Philippines | Maria Esperanza Manzano          | Selangor, Malaysia         | 19 tháng 11, 2000 | 36       |
| 2001 | 6      | Ấn Độ       | Candice Pinto                    | Selangor, Malaysia         | 31 tháng 12, 2001 | 38       |
| 2002 | 7      | Thái Lan    | Piyanuch Khamboon                | Selangor, Malaysia         | 31 tháng 12, 2001 | 40       |
| 2003 | 8      | Nam Phi     | Angela Beck                      | Selangor, Malaysia         | 31 tháng 12, 2001 | 45       |
| 2004 | 9      | Hoa Kỳ      | Megha Nabe                       | Selangor, Malaysia         | 31 tháng 12, 2001 | 52       |
| 2005 | 10     | Pháp        | Isabelle Lamant                  | Selangor, Malaysia         | 31 tháng 12, 2001 | 52       |
| 2006 | 11     | Romania     | Florina Manea                    | Quảng Đông, Trung Quốc     | 12 tháng 12, 2006 | 56       |
| 2008 | 12     | Ấn Độ       | Manasvi Mamgai                   | Selangor, Malaysia         | 31 tháng 12, 2022 | 60       |
| 2009 | 13     | Đức         | Sarah Elzanowski                 | Selangor, Malaysia         | 31 tháng 12, 2022 | 58       |
| 2010 | 14     | Hà Lan      | Nathalie den Dekker              | Selangor, Malaysia         | 31 tháng 12, 2022 | 58       |
| 2011 | 15     | Malaysia    | Aileen Gabriella Robinson        | Selangor, Malaysia         | 31 tháng 12, 2022 | 60       |
| 2012 | 16     | Philippines | Rizzini Alexis Gomez †           | Selangor, Malaysia         | 31 tháng 12, 2022 | 60       |
| 2013 | 17     | Philippines | Angeli Dione Gomez               | Putrajaya, Malaysia        | 31 tháng 12, 2022 | 60       |
| 2014 | 18     | Venezuela   | Faddya Halabi Troisi             | Putrajaya, Malaysia        | 31 tháng 12, 2022 | 62       |
| 2016 | 19     | New Zealand | Ariel Pearse                     | Putrajaya, Malaysia        | 31 tháng 12, 2022 | 60       |
| 2017 | 20     | Philippines | Jannie Loudette Alipo-on         | Selangor, Malaysia         | 06 tháng 12, 2017 | 46       |
| 2018 | 21     | Indonesia   | Astari Vernideani                | Petaling Jaya, Malaysia    | 22 tháng 12, 2018 | 45       |
| 2019 | 22     | Philippines | Cyrille Payumo                   | Petaling Jaya, Malaysia    | 08 tháng 11, 2019 | 39       |
| 2020 | 23     | Brazil      | Maria Carolina Balicki Vinharski | Petaling Jaya, Malaysia    | 17 tháng 01, 2021 | 31       |
| 2021 | 24     | Indonesia   | Jessy Silana Wongsodiharjo       | Petaling Jaya, Malaysia    | 20 tháng 12, 2021 | 36       |
| 2022 | 25     | Thái Lan    | Suphatra Kliangprom              | Sarawak, Malaysia          | 25 tháng 11, 2022 | 40       |
| 2023 | 26     | Thái Lan    | Tia Li Taveepanichpan            | Sabah, Malaysia            | 25 tháng 11, 2023 | 45       |
| 2024 | 27     | Philippines | Jana Barrido                     | Malaysia                   | 13 tháng 12, 2024 | 40       |

1. 1 2  Cuộc thi trực tuyến

## Số lần Đăng quang
| Quốc gia    | Số lần | Các năm                            |
| ----------- | ------ | ---------------------------------- |
| Philippines | 6      | 2000, 2012, 2013, 2017, 2019, 2024 |
| Thái Lan    | 3      | 2002, 2022, 2023                   |
| Indonesia   | 2      | 2018, 2021                         |
| India       | 2      | 2001, 2008                         |
| Ba Lan      | 2      | 1998, 1999                         |
| Brazil      | 1      | 2020                               |
| New Zealand | 1      | 2016                               |
| Venezuela   | 1      | 2014                               |
| Malaysia    | 1      | 2011                               |
| Hà Lan      | 1      | 2010                               |
| Đức         | 1      | 2009                               |
| Romania     | 1      | 2006                               |
| Pháp        | 1      | 2005                               |
| Hoa Kỳ      | 1      | 2004                               |
| Nam Phi     | 1      | 2003                               |
| Hy Lạp      | 1      | 1995                               |
| Úc          | 1      | 1994                               |

## Á hậu
Ghi chú
| - Miss Tourism Queen of the Year International - Miss Tourism Metropolitan International - Miss Tourism Cosmopolitan International - Miss Tourism Global | - Miss Dreamgirl of the Year International - Miss South East Asia Tourism Ambassadress - Miss Intercontinental International (đã ngừng) |

| Năm  | Á hậu 1                                    | Á hậu 2                                                    | Á hậu 3                                         | Á hậu 4                                 | Á hậu 5                            | Á hậu 6                                |
| ---- | ------------------------------------------ | ---------------------------------------------------------- | ----------------------------------------------- | --------------------------------------- | ---------------------------------- | -------------------------------------- |
| 2024 | Natta Intasao · Thái Lan                   | Milena Paola Soto Pérez · Venezuela                        | Grace Richardson · United Kingdom               | Albina Kostikova · Kyrgyzstan           |                                    |                                        |
| 2023 | Emily Cossey · Anh Quốc                    | Jeanette Reyes · Philippines                               | Jen Cheang Shi Hui · Malaysia                   | Karlee Davis · Úc                       |                                    |                                        |
| 2022 | Laura Virginia Zabaleta Casado · Venezuela | Maria Angelica Pantaliano · Philippines                    | Crystal Huang Ruojia · Singapore                | Alysa Cook · Hoa Kỳ                     | Abigail Curd · New Zealand         | Phoebe Ong Yi Huui · Malaysia          |
| 2021 | Lily Korpela · Phần Lan                    | Hoang Thi Huong Ly · Việt Nam                              | Toluwalope Olarewaju · Nigeria                  | How Zoo Ee · Malaysia                   | Araceli Dominguez · Paraguay       | Keinth Jensen Petrasanta · Philippines |
| 2020 | Patchaploy Rueandaluang · Thái Lan         | Clarit Mawarni Salem · Indonesia                           | Tereza Bohuslavova · Cộng hòa Séc               | Kate Moore · Úc                         | Luz Elva Claros Gallardo · Bolivia | Lim Sue Anne · Malaysia                |
| 2019 | Gabriella Patricia Mandolang · Indonesia   | Kateryna Kachashvili · Ukraina                             | Joanna Babynko · Ba Lan                         | Sotima John · Campuchia                 | Chompoonut Phungphon · Thái Lan    |                                        |
| 2018 | Sarah Chebet Pkyach · Kenya                | Sandra Knight Callahan · Úc                                | Laura Škutāne · Latvia                          | Julieane Medina Fernandez · Philippines | Caenne Ng · Malaysia               |                                        |
| 2017 | Maja Sieroń · Ba Lan                       | Lois Merry Tangel · Indonesia                              | Diana Hills · Úc                                | Júlia Horta · Brasil                    | Kamonrat Thanon · Thái Lan         |                                        |
| 2016 | Thaina Carolina Magalhães Peres · Brasil   | Tasha Laraine Ross · Úc                                    | Ximena Delgado Mendez · México                  | Dikna Faradiba Maharani · Indonesia     |                                    |                                        |
| 2014 | Warangkanang Wutthayakorn · Thái Lan       | Glennifer Perido · Philippines                             | Charina Maria · Hà Lan                          | Sun Wen Cong · Trung Quốc               | Nguyen Dieu Linh · Việt Nam        |                                        |
| 2013 | Sunidporn Srisuwan · Thái Lan              | Sarah Czarnuch · Úc                                        | Michelle Alexis Torres · Cộng hòa Dominica      | Thaarah Ganesan · Malaysia              | Phan Hoang Thu · Việt Nam          |                                        |
| 2012 | Monika Radulovic · Úc                      | Marielis Alejandra · Venezuela                             | Lourdes María del Carmen Motta Rolón · Paraguay | Jun Yong Wan · Malaysia                 | Suputra Chucharoen · Thái Lan      |                                        |
| 2011 | Carolina Del Carmen Brid Cerrud · Panama   | Patsarapon Khonkhamhaeng · Thái Lan                        | Amanda Leong Li Ting · Singapore                | Jana Kopecka · Cộng hòa Séc             |                                    |                                        |
| 2010 | Holly-Anne Visser · Úc                     | Stephany Gonzalez · Venezuela                              | Barbara de la Rosa Salvador · Philippines       | Borgoljin Bayarsaikhan · Mông Cổ        |                                    |                                        |
| 2009 | Jessica Ibarra Pettit · Venezuela          | Thays Calmany Neves · Brasil                               | Edwina Markus · Malaysia                        | Gabriela Korinkova · Cộng hòa Séc       |                                    |                                        |
| 2008 | Cibele Cristine Mello Franczak · Brasil    | Alma Mulalic · Bosna và Hercegovina                        | Ananya Chinsangchai · Thái Lan                  | Ruby Wong Hiu-chun · Hong Kong          |                                    |                                        |
| 2006 | Tanya Vakil · Ấn Độ                        | Maud Tordjman · Pháp                                       | Ana Maria González Martínez · México            | Nino Abashisze · Gruzia                 |                                    |                                        |
| 2005 | Chang Ta-Hsin · Đài Loan                   | Shiriya Singh · Ấn Độ                                      | Maria-Madalena Ergati · Hy Lạp                  | Porntip Prasertsong · Thái Lan          |                                    |                                        |
| 2004 | Marina Gorobets · Ukraina                  | Maria Gabriela Perez · Venezuela                           | Guan Shan Shan · Trung Quốc                     | Nur Ashikeen Abd. Rahman · Singapore    |                                    |                                        |
| 2003 | Victoria Karyda · Hy Lạp                   | Xing Hui Yuan · Trung Quốc                                 | Laura Constanza Romero Demelli · Argentina      | Zuzana Putnarova · Cộng hòa Séc         |                                    |                                        |
| 2002 | Yin Zi · Trung Quốc                        | Ebru Günzel · Thổ Nhĩ Kỳ                                   | Aida Osmanovic · Bosna và Hercegovina           | Maha Hojeaj · Liban                     |                                    |                                        |
| 2001 | Zuzana Stepanovska · Cộng hòa Séc          | Monika Gruda · Ba Lan                                      | Amy Yan Wei · Trung Quốc                        | Lyndel Soon Gaid Sim · Malaysia         |                                    |                                        |
| 2000 | Garnier Maud · Pháp                        | Maria Cristina De La Concepcion Lopez Palacios · Venezuela | Olesya Krakhmalyova · Ukraina                   | Lourdes Martinez · Tây Ban Nha          |                                    |                                        |
| 1999 | Racquel Uy · Philippines                   | Ruut Kaangas · Phần Lan                                    | Nirachala Kumya · Thái Lan                      | Nidia Guzmán Jiménez · Costa Rica       |                                    |                                        |
| 1998 | Gabriela Adamcova · Cộng hòa Séc           | Mellany Montemayor Gabat · Philippines                     | Ooi Bee Bee · Malaysia                          | Miriam Eloisa Vivas Luna · Honduras     |                                    |                                        |
| 1995 | Lavinia Tan Poh Ling · Malaysia            | Kimberly Anne Byers · Hoa Kỳ                               | Sherilyne Uy Reyes · Philippines                | Heidy Cerdas Esquivel · Costa Rica      |                                    |                                        |
| 1994 | Emelia Rosnaida Abdul Hamid · Malaysia     | Jee Young-min · Hàn Quốc                                   | Barkha Madan · Ấn Độ                            | Maria Riza Martinez · Philippines       |                                    |                                        |

### Bộ sưu tập ảnh

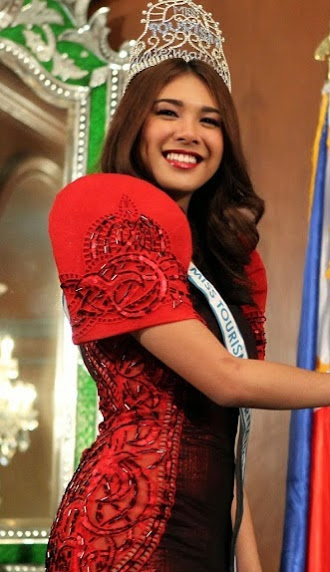
Hoa hậu Du lịch Quốc tế 2013/2014 Angeli Dione Gomez Philippines
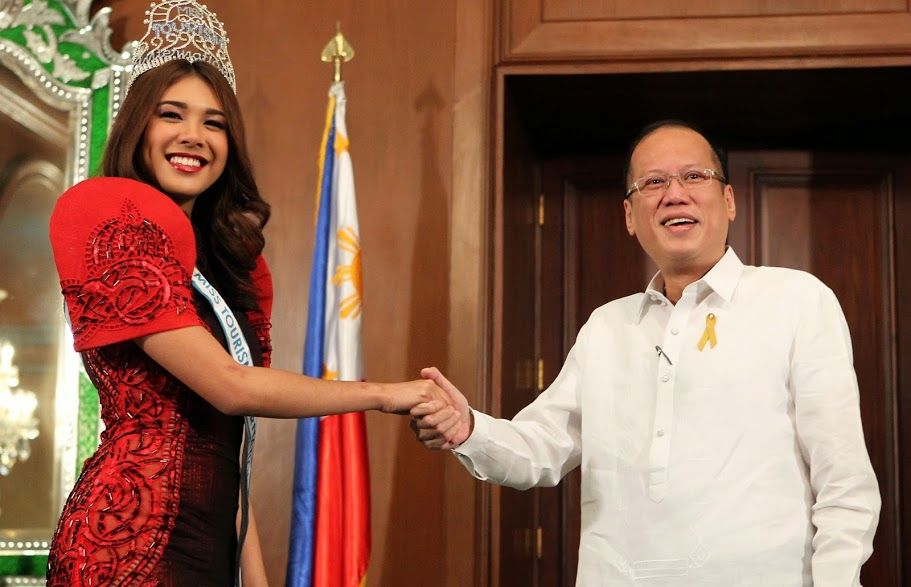
Hoa hậu Du lịch Quốc tế 2013/2014 Angeli Dione Gomez Philippines
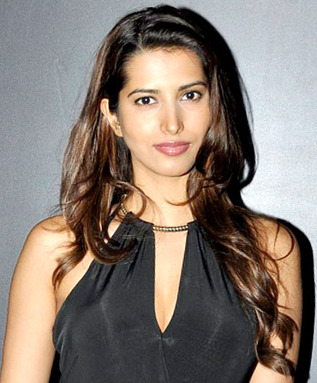
Hoa hậu Du lịch Quốc tế 2008/2009 Manasvi Mamgai Ấn Độ
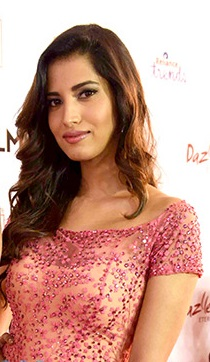
Hoa hậu Du lịch Quốc tế 2008/2009 Manasvi Mamgai Ấn Độ
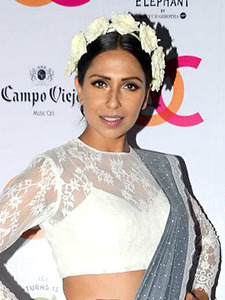
Hoa hậu Du lịch Quốc tế 2001/2002 Candice Pinto Ấn Độ
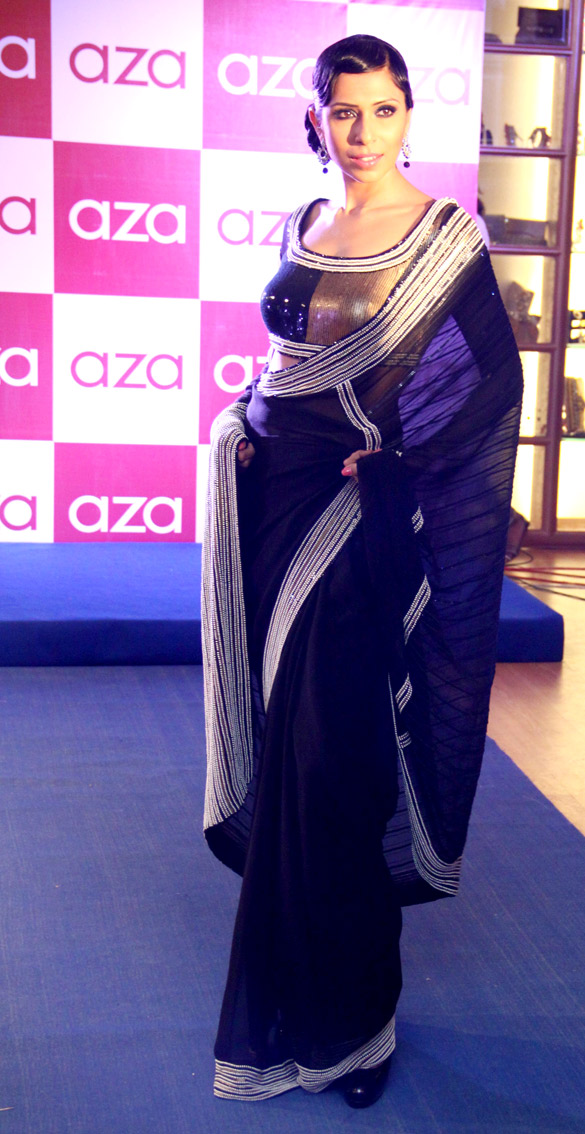
Hoa hậu Du lịch Quốc tế 2001/2002 Candice Pinto Ấn Độ

## Cuộc thi con
| Năm  | Thứ | Quốc gia     | Hoa hậu                        | Địa điểm                | Thời gian         | Thí sinh |
| ---- | --- | ------------ | ------------------------------ | ----------------------- | ----------------- | -------- |
| 1993 | 1   | Na Uy        | Rita Omvik                     | Kuala Lumpur, Malaysia  | 27 tháng 6, 1993  | 20       |
| 1994 | 2   | Úc           | Georgina Denahy                | Kuala Lumpur, Malaysia  | 16 tháng 7, 1994  | 24       |
| 1995 | 3   | Phần Lan     | Johanna Elisabeth Rosten       | Kuala Lumpur, Malaysia  | 18 tháng 6, 1995  | 22       |
| 1996 | 4   | Philippines  | Sherylle Capili Santarin       | Kuala Lumpur, Malaysia  | 15 tháng 7, 1996  | 24       |
| 1997 | 5   | Mexico       | Kastany de la Vega Vásquez     | Kuala Lumpur, Malaysia  | 15 tháng 6, 1997  | 24       |
| 1999 | 6   | Philippines  | Racquel Uy                     | -                       | -                 | -        |
| 2000 | 7   | Guatemala    | Evelyn Lissette López Sandoval | Kuala Lumpur, Malaysia  | 1 tháng 7, 2000   | 19       |
| 2001 | 8   | Cộng hòa Séc | Zuzana Stepanovska             | -                       | -                 | -        |
| 2002 | 9   | China        | Yin Zi                         | -                       | -                 | -        |
| 2003 | 10  | Hy Lạp       | Victoria Karyda                | -                       | -                 | -        |
| 2004 | 11  | Armenia      | Anush Grigorian                | Trường Sa, Trung Quốc   | 29 tháng 10, 2004 | 31       |
| 2005 | 12  | Đài Loan     | Shen Chia-Hui                  | Vũ Hán, Trung Quốc      | 6 tháng 11, 2005  | 41       |
| 2006 | 13  | Thái Lan     | Ampika Chuanpreecha            | Petaling Jaya, Malaysia | 30 tháng 12, 2006 | 37       |
| 2008 | 14  | Brazil       | Cibele Cristine Mello Franczak | -                       | -                 | -        |
| 2009 | 15  | Venezuela    | Jessica Ibarra Pettit          | -                       | -                 | -        |
| 2010 | 16  | Hàn Quốc     | Ha Hyun-jung                   | Tuyền Châu, Trung Quốc  | 25 tháng 9, 2010  | 75       |
| 2011 | 17  | Ấn Độ        | Urvashi Rautela                | Ưng Đàm, Trung Quốc     | 5 tháng 11, 2011  | 53       |
| 2012 | 18  | Lithuania    | Asta Jakumaite                 | Nam Kinh, Trung Quốc    | 4 tháng 12, 2012  | 49       |
| 2013 | 19  | Thái Lan     | Sunidporn Srisuwan             | -                       | -                 | -        |
| 2014 | 20  | Thái Lan     | Warangkanang Wutthayakorn      | -                       | -                 | -        |
| 2015 | 21  | Philippines  | Leren Mae Bautista             | Kuala Lumpur, Malaysia  | 31 tháng 12, 2015 | 57       |
| 2016 | 22  | Chile        | Sofía Valderrama               | Thượng Hải, Trung Quốc  | 18 tháng 12, 2016 | 55       |
| 2017 | 23  | Nga          | Katya Yakimova                 | Thượng Hải, Trung Quốc  | 22 tháng 12, 2017 | 54       |
| 2019 | 23  | Indonesia    | Gabriella Patricia Mandolang   | -                       | -                 | -        |
| 2020 | 25  | Thái Lan     | Patchaploy Rueandaluang        | -                       | -                 | -        |
| 2021 | 26  | Phần Lan     | Lily Korpela                   | -                       | -                 | -        |
| 2022 | 27  | Venezuela    | Laura Virginia Zabaleta Casado | -                       | -                 | -        |

| Quốc gia       | Số lần | Vào các năm            |
| -------------- | ------ | ---------------------- |
| Thái Lan       | 4      | 2006, 2013, 2014, 2020 |
| Philippines    | 3      | 1996, 1999, 2015       |
| Venezuela      | 2      | 2009, 2022             |
| Phần Lan       | 2      | 1995, 2021             |
| Indonesia      | 1      | 2019                   |
| Russia         | 1      | 2017                   |
| Chile          | 1      | 2016                   |
| Lithuania      | 1      | 2012                   |
| Ấn Độ          | 1      | 2011                   |
| Hàn Quốc       | 1      | 2010                   |
| Brazil         | 1      | 2008                   |
| Taiwan         | 1      | 2005                   |
| Armenia        | 1      | 2004                   |
| Hy Lạp         | 1      | 2003                   |
| China          | 1      | 2002                   |
| Czech Republic | 1      | 2001                   |
| Guatemala      | 1      | 2000                   |
| Mexico         | 1      | 1997                   |
| Úc             | 1      | 1994                   |
| Norway         | 1      | 1993                   |

| - Miss Tourism Metropolitan International - Miss Tourism Global | - Miss Tourism Cosmopolitan International - Miss Dreamgirl of the Year International |

| Năm  | Á hậu 1                                    | Á hậu 2                               | Á hậu 3                                   | Á hậu 4                                 |
| ---- | ------------------------------------------ | ------------------------------------- | ----------------------------------------- | --------------------------------------- |
| 2017 | Oriana Nevora · Argentina                  | Belvy Naa Teide Ofori · Ghana         | Susanna Lehtsalu · Estonia                | Gantulga Sodgerel · Mongolia            |
| 2016 | Wang Meng · Trung Quốc                     | Andreea-Liliana Popescu · România     | Christy Taylor · Úc                       | Damanpreet Kaur Brar · Ấn Độ            |
| 2015 | Sheila Kirabo · Uganda                     | Irmina Presegalaviciute · Litva       | Tanja Yr Astthorsdottir · Iceland         | Chandni Sharma · Ấn Độ                  |
| 2012 | Kim Young-joo · Hàn Quốc                   | Liu Yan Jun · Trung Quốc              | Sarah Laerke Pedersen · Đan Mạch          | Nuria Aida Jacinto Cardoso · Bồ Đào Nha |
| 2011 | Ivanna Gorschar · Ukraina                  | Amanda Warecka · Ba Lan               | Eugenee Ooi Lee Shen · Malaysia           | Pyung Hee Kong · Hàn Quốc               |
| 2010 | Rieke Caroline · Indonesia                 | Tereza Fajksova · Czech Republic      | Michelle Li Dan · Trung Quốc              | Vasilina Velichko · Belarus             |
| 2006 | Huang Cheng-Chieh · Taiwan                 | Tereza Schmied · Canada               | Jana Dolezelova · Czech Republic          | Zhanar Smagulova · Kazakhstan           |
| 2005 | Almagul Sagnayeva · Kazakhstan             | Edita Hortova · Czech Republic        | Karina Rebeca Buttner Naumann · Paraguay  | Ruta Bartkeviciute · Litva              |
| 2004 | Colleen Francisca Pereira · Singapore      | Ana Gerasimovska · Bắc Macedonia      | Yekaterina Filimonova · Nga               | Liis Lass · Estonia                     |
| 2000 | Christie Ann Pecson de Jesus · Philippines | Jenni Maria Dahlman · Phần Lan        | Kanithakan Saengprachaksakula · Thái Lan  | Simone Lima Freire · Brasil             |
| 1997 | Silje Skaug Syvertsen · Na Uy              | Preciosa Reyes Valencia · Philippines | Anna Fizek · Ba Lan                       | Valerie Hunter · Scotland               |
| 1996 | Kimberly Tan Kim Kim · Malaysia            | Karolina Lappo · Ba Lan               | Karla Hannalore Beteta Forkel · Guatemala | Sari Nieminen · Phần Lan                |
| 1995 | Previtha Thiyagarajah · Malaysia           | Kimberly Lawrence · Hoa Kỳ            | Mônica Regina Guimarães Ferreira · Brasil | Marita Nagel · Đức                      |
| 1994 | Beatrice Vornicu · România                 | Terezie Dobrovolna · Czech Republic   | Susana Galvez Escobedo · México           | Janet Chew Ai Kia · Singapore           |
| 1993 | kye-Jilly Edwards · Úc                     | Marzenna Wolska · Ba Lan              | Celeste Weaver · Hoa Kỳ                   | Susan Marguerite Manen · Malaysia       |

| Năm  | Thứ | Quốc gia              | Hoa hậu                   | Địa điểm               | Thời gian         | Thí sinh |
| ---- | --- | --------------------- | ------------------------- | ---------------------- | ----------------- | -------- |
| 2007 | 1   | Romania               | Sorina Neascu             | Kuala Lumpur, Malaysia | 31 tháng 12, 2007 | 40       |
| 2008 | 2   | Bosnia và Herzegovina | Alma Mulalic              | -                      | -                 | -        |
| 2009 | 3   | Brazil                | Thays Calmany Neves       | -                      | -                 | -        |
| 2010 | 4   | Úc                    | Holly-Anne Visser         | -                      | -                 | -        |
| 2011 | 5   | Panama                | Carolina Cerrud           | -                      | -                 | -        |
| 2012 | 6   | Úc                    | Monika Radulovic          | -                      | -                 | -        |
| 2013 | 7   | Úc                    | Sarah Czarnuch            | -                      | -                 | -        |
| 2014 | 8   | Philippines           | Glennifer Perido          | -                      | -                 | -        |
| 2015 | 9   | Uganda                | Sheila Kirabo             | -                      | -                 | -        |
| 2016 | 10  | Thái Lan              | Amanda Chalisa Obdam      | Phnôm Pênh, Campuchia  | 18 tháng 11, 2016 | 41       |
| 2017 | 11  | Ba Lan                | Maja Sieroń               | -                      | -                 | -        |
| 2018 | 12  | Kenya                 | Sarah Chebet Pkyach       | -                      | -                 | -        |
| 2019 | 13  | Brazil                | Lorrany Monteiro          | Phnôm Pênh, Campuchia  | 14 tháng 12, 2019 | 30       |
| 2020 | 14  | Indonesia             | Clarit Mawarni Salem      | -                      | -                 | -        |
| 2021 | 15  | Việt Nam              | Hoàng Thị Hương Ly        | -                      | -                 | -        |
| 2022 | 16  | Philippines           | Maria Angelica Pantaliano | -                      | -                 | -        |

| Quốc gia               | Số lần | Vào các năm      |
| ---------------------- | ------ | ---------------- |
| Úc                     | 3      | 2010, 2012, 2013 |
| Philippines            | 2      | 2014, 2022       |
| Brasil                 | 2      | 2009, 2019       |
| Vietnam                | 1      | 2021             |
| Indonesia              | 1      | 2020             |
| Kenya                  | 1      | 2018             |
| Ba Lan                 | 1      | 2017             |
| Thái Lan               | 1      | 2016             |
| Uganda                 | 1      | 2015             |
| Panama                 | 1      | 2011             |
| Bosnia and Herzegovina | 1      | 2008             |
| Romania                | 1      | 2007             |

| Năm  | Á hậu 1                         | Á hậu 2                    | Á hậu 3                           | Á hậu 4                          |
| ---- | ------------------------------- | -------------------------- | --------------------------------- | -------------------------------- |
| 2019 | Tiong Li San · Malaysia         | Stephanie Almeida · Hoa Kỳ | Ana Mareoia · Bồ Đào Nha          | Valeriya Elfimova · Nga          |
| 2016 | Janela Joy Cuaton · Philippines | Manita Hang · Cambodia     | Raquel María Guevara · Costa Rica | Jia Zijun · Trung Quốc           |
| 2007 | Karen Blanco · Venezuela        | Essi Pöysti · Phần Lan     | Watcharawan Suntarintu · Thái Lan | Anna Marie Morelos · Philippines |

## Đại diện Việt Nam
Đại diện Việt Nam tại các cuộc thi này từ năm 2002 đến 2008, do Công ty Eilte Vietnam cử tham dự. Từ năm 2009 đến 2017 và năm 2019 đến 2020 các đại diện quốc gia tham gia các cuộc thi phải có giấy phép của Cục Nghệ thuật biểu diễn, tuy nhiên trong một số năm có một số đại diện chưa có giấy phép từ cục nhưng vẫn tham dự cuộc thi. Năm 2018, đại diện quốc gia tại cuộc thi do Sen Vàng Entertainment cử tham dự. Và từ năm 2021 đến nay, đơn vị năm bản quyền cuộc thi tại Việt Nam là Five6 Entertainment - họ là chủ quản của cuộc thi Miss Tourism Vietnam (Hoa khôi Du lịch Việt Nam).

### Việt Nam tại Hoa hậu Du lịch Quốc tế
Ghi chú
- : Dành chiến thắng
- : Á hậu hoặc top 10/15
- : Đạt thứ hạng
- : Chiến thắng giải thưởng phụ

| Năm  | Tên đại diện          | Quê quán              | Danh hiệu quốc gia                          | Thứ hạng | Giải thưởng phụ                                                                         | Nguồn  |
| ---- | --------------------- | --------------------- | ------------------------------------------- | -------- | --------------------------------------------------------------------------------------- | ------ |
| 2002 | Nguyễn Thị Ngọc Oanh  | Hải Phòng             | Á hậu Toàn quốc Báo Tiền Phong 2000         | Không    | Không                                                                                   | [ 23 ] |
| 2003 | Vũ Hương Giang        | Hà Nội                | Á khôi Tìm kiếm Người đẹp Văn hóa 2001      | Không    | 2 Giải thưởng phụ - - Best in Talent - Miss Congeniality Europcar                       | [ 24 ] |
| 2004 | Dương Thùy Linh       | Hà Nội                | Giải Bạc Siêu mẫu Việt Nam 2004             | Không    | Không                                                                                   | [ 25 ] |
| 2005 | Nguyễn Phùng Ngọc Yến | Thành phố Hồ Chí Minh | Giải bạc Siêu mẫu Việt Nam 2004             | Không    | Không                                                                                   | [ 26 ] |
| 2006 | Nguyễn Thùy Dương     | Hà Nội                | Không                                       | Không    | Không                                                                                   | [ 27 ] |
| 2008 | Phan Thị Ngọc Diễm    | Khánh Hòa             | Hoa hậu Du lịch Việt Nam 2008               | Không    | 2 Giải thưởng phụ - - Top 3 - Best in Talent - Top 3 - Best National Costume            | [ 28 ] |
| 2011 | Trần Ngọc Diễm Thuyên | Thành phố Hồ Chí Minh | Không                                       | Không    | Không                                                                                   | [ 29 ] |
| 2013 | Phan Hoàng Thu        | Hà Nội                | Giải Vàng Người mẫu Ngôi sao Tương lai 2012 | Á hậu 5  | 1 Giải thưởng phụ - - Miss South East Asia Tourism Ambassadress                         | [ 30 ] |
| 2014 | Nguyễn Diệu Linh      | Hải Phòng             | Giải Bạc Người mẫu Ngôi sao Tương lai 2012  | Á hậu 5  | 2 Giải thưởng phụ - - Miss South East Asia Tourism Ambassadress - Best National Costume | [ 31 ] |
| 2016 | Phạm Thị Thùy Linh    | Thành phố Hồ Chí Minh | Giải Bạc Siêu mẫu Việt Nam 2010             | Không    | 1 Giải thưởng phụ - - Best National Costume                                             | [ 32 ] |
| 2018 | Trần Thị Giao Linh    | Thành phố Hồ Chí Minh | Á khôi Duyên dáng Áo dài 2016               | Không    | 2 Giải thưởng phụ - - Best National Costume - Miss Glamorous                            | [ 33 ] |
| 2021 | Hoàng Thị Hương Ly    | Gia Lai               | Hoa khôi Du lịch Việt Nam 2021              | Á hậu 2  | 1 Giải thưởng phụ - - Miss Tourism Metropolitan International                           | [ 34 ] |
| 2022 | Nguyễn Thị Nga        | Phú Thọ               | Á hậu Hoàn cầu Việt Nam 2022                | Không    | 1 Giải thưởng phụ - - Best in National Costume                                          |        |
| 2023 | Hồ Nguyễn Kiều Oanh   | Bà Rịa – Vũng Tàu     | Không                                       | Không    | Không                                                                                   |        |
| 2024 | Vũ Quỳnh Trang        | Nam Định              |                                             | Top 10   | 2 Giải thưởng phụ - - Miss Southeast Asia Tourism Ambassador - Best National Costume    |        |

### Việt Nam tại Miss Tourism Queen of the Year International
Ghi chú
- : Dành chiến thắng
- : Á hậu hoặc top 10/15
- : Đạt thứ hạng
- : Chiến thắng giải thưởng phụ

| Năm  | Tên đại diện         | Quê quán              | Danh hiệu quốc gia              | Thứ hạng | Giải thưởng phụ                                                 | Nguồn  |
| ---- | -------------------- | --------------------- | ------------------------------- | -------- | --------------------------------------------------------------- | ------ |
| 2004 | Nguyễn Ngọc Thùy Nga | Thành phố Hồ Chí Minh |                                 | Không    | Không                                                           | [ 35 ] |
| 2011 | Văn Hoa Thu Hằng     | Hà Nội                |                                 | Không    | Không                                                           | [ 35 ] |
| 2012 | Nguyễn Thị Anh       | Hà Nội                |                                 | Không    | Không                                                           | [ 35 ] |
| 2015 | Mai Thị Nguyệt Minh  | Hải Phòng             |                                 | Không    | Không                                                           | [ 35 ] |
| 2016 | Hoàng Thu Thảo       | Hải Phòng             | Á hoàng Trang sức Việt Nam 2015 | Top 10   | 1 Giải thưởng phụ - - Best National Costume                     | [ 36 ] |
| 2017 | Nguyễn Thị Diệu Thùy | Đồng Nai              | Á hậu Đại dương Việt Nam 2017   | Top 30   | 2 Giải thưởng phụ - - Best National Costume - Best Evening Wear | [ 37 ] |

### Việt Nam tại Miss Tourism Metropolitan International
Ghi chú
- : Dành chiến thắng
- : Á hậu hoặc top 10/15
- : Đạt thứ hạng
- : Chiến thắng giải thưởng phụ

| Năm  | Tên đại diện             | Quê quán              | Danh hiệu quốc gia               | Thứ hạng | Giải thưởng phụ                                                         | Nguồn  |
| ---- | ------------------------ | --------------------- | -------------------------------- | -------- | ----------------------------------------------------------------------- | ------ |
| 2016 | Lê Thị Hồng Nhung        | Thành phố Hồ Chí Minh | Hoa khôi Người đẹp Tỏa sáng 2014 | Top 10   | 1 Giải thưởng phụ - - Best National Costume                             | [ 38 ] |
| 2019 | Trần Nguyễn Phương Thanh | Bến Tre               | Á khôi Xứ Dừa 2019               | Không    | 2 Giải thưởng phụ - - Top 5 - Best National Costume - Best Evening Wear | [ 39 ] |